# Homivka, Zboriv
Homivka (în ucraineană Хомівка) este un sat în comuna Mșaneț din raionul Zboriv, regiunea Ternopil, Ucraina.

## Demografie
Componența lingvistică a localității Homivka
     Ucraineană (99,49%)
     Alte limbi (0,51%)
Conform recensământului din 2001, majoritatea populației localității Homivka era vorbitoare de ucraineană (99,49%), existând în minoritate și vorbitori de alte limbi.